# Dedeoğlu, Kemah
Dedeoğlu là một xã thuộc huyện Kemah, tỉnh Erzincan, Thổ Nhĩ Kỳ. Dân số thời điểm năm 2010 là 45 người.